# Liste de plats traditionnels finlandais

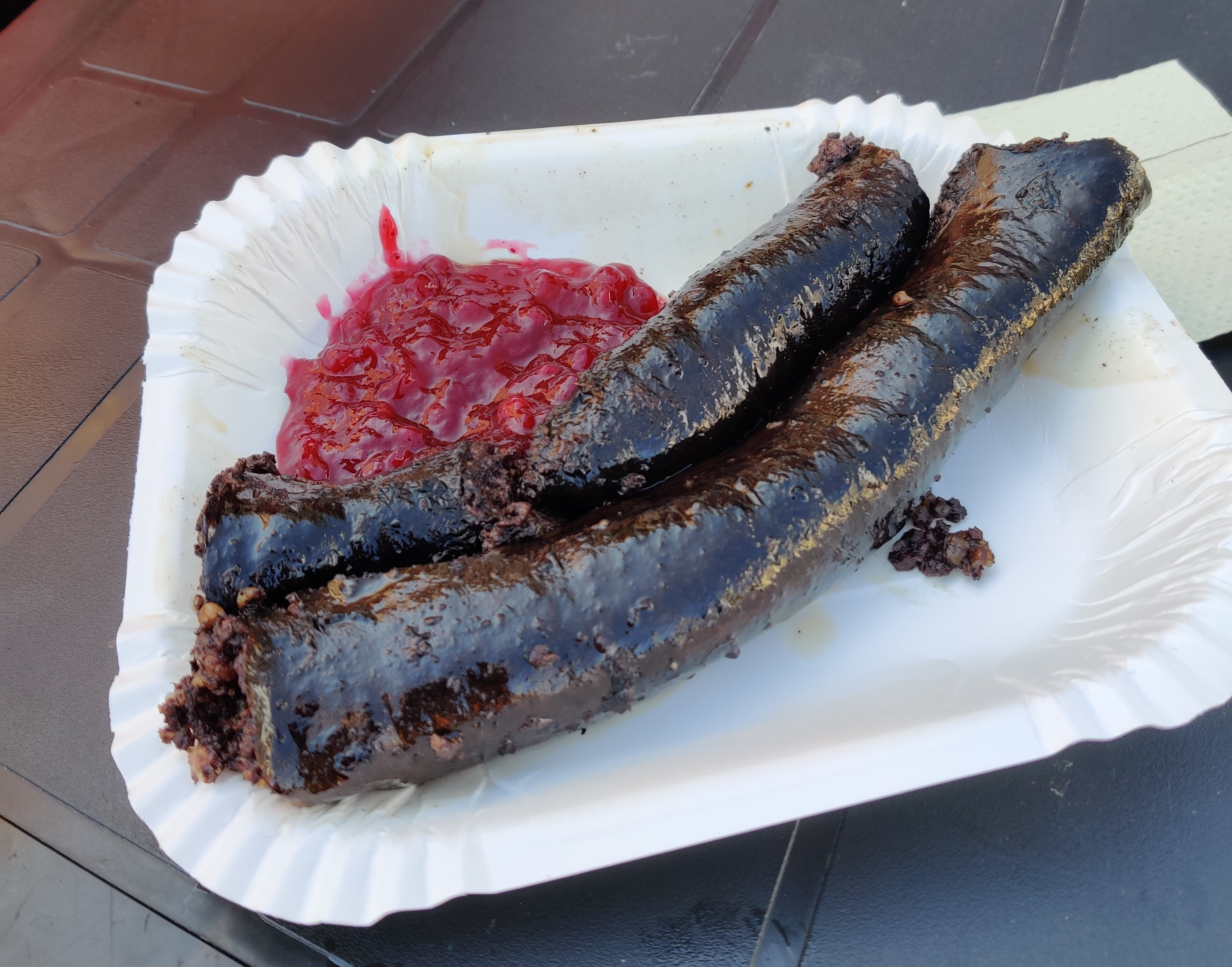
Mustamakkara.

- Haut – A
- B
- C
- D
- E
- F
- G
- H
- I
- J
- K
- L
- M
- N
- O
- P
- Q
- R
- S
- T
- U
- V
- W
- X
- Y
- Z

## B
- Beurre à l’œuf dur
- Boudin de Tampere
- Bouillie d’avoine
- Bouillie d’orge
- Brioche

## C
- Couronne de pain de seigle
- Crêpe au four épaisse
- Crêpes faites à la poêle

## F
- Fromage au four
- Fromage maitojuusto

## G
- Galantine aladobi
- Graavilohi, saumon cru mariné
- Gratin de carottes
- Gratin de choux-navets
- Gratin de foie
- Gratin de harengs baltiques
- Gratin de macaronis
- Gratin de pommes de terre
- Glögi

## H
- Hareng
- Harengs baltiques frits
- Hotsi

## J
- Jambon de Noël
- Juhannusjuusto, fromage de la Saint-Jean

## K
- Kalakukko, poisson en croûte de seigle
- Kesäkeitto, soupe de légumes
- Kissel, soupe sucrée aux fruits servie comme dessert
- Korvapuusti
- Kuivaliha, viande salée séchée à l’air

## L
- Lanttusupikas, supikas de choux-navets
- Leipäjuusto, fromage de Kainuu
- Lepuska
- Loimulohi, saumon flambé
- Lipeäkala, lutefisk
- Lörtsy

## M
- Mämmi
- Miche de seigle
- Muikkuhyvä, hyvä de corégones blancs
- Mustikkamöllö, möllö aux myrtilles
- Mustikkapöperö, pöperö aux myrtilles
- Mutti
- Mykyrokka

## P
- Pain d’orge kovaohranen
- Pain de seigle
- Pain setsuuri
- Pettuleipä, pain fait de liber
- Piparkakku, biscuit aux épices
- Pirogue carélienne
- Porc à la sauce läskisoosi
- Poronkäristys, viande de renne en ragoût[1]
- Porilainen
- Potage estival
- Pullamössö, morceaux de brioche immergés dans une boisson
- Pulla ou pain à la cardamome

## R
- Ragoût carélien
- Renne sauté
- Rieska
- Rokka, soupe épaisse
- Rosvopaisti, rôti du voleur
- Runebergintorttu, pâtisserie parfumée à l'amande et au rhum
- Rusupiirakka

## S
- Särä
- Saucisse lenkkimakkara
- Soupe aux pois
- Soupe de saumon
- Soupe klimppisoppa
- Soupe rössypottu

## T
- Talkkuna
- Talkkunaviili
- Tappaiskeitto, soupe de tripes
- Tarte aux myrtilles
- Tarte rönttönen de Kainuu
- Tartines au soja et au pavot

## V
- Veripalttu, palttu de sang
- Viande à l’aneth
- Viili
- Vorschmack

## Å
- Ålands pannkaka, crêpe au four épaisse des îles d’Åland